# 嘉应新区
嘉应新区是中国广东省梅州市下辖的一个县级管理区，2013年11月经广东省人民政府批准设立。嘉应新区规划范围包括梅江区的金山街道、西阳镇、三角镇、长沙镇，梅县区的程江镇、南口镇、扶大镇、梅南镇、水车镇、畲江镇，兴宁市的水口镇等11个镇和街道的部分村和社区，总面积为498平方公里。嘉应新区的管理机构为“梅州嘉应新区管理委员会”，是梅州市政府派出机构，正处级单位。